# Chó Pointer
Chó Pointer hay Chó chỉ điểm Anh Quốc (tiếng Anh: Pointer hoặc English Pointer), là một giống chó trung bình cỡ lớn được phát triển ở Anh Quốc như một con chó săn

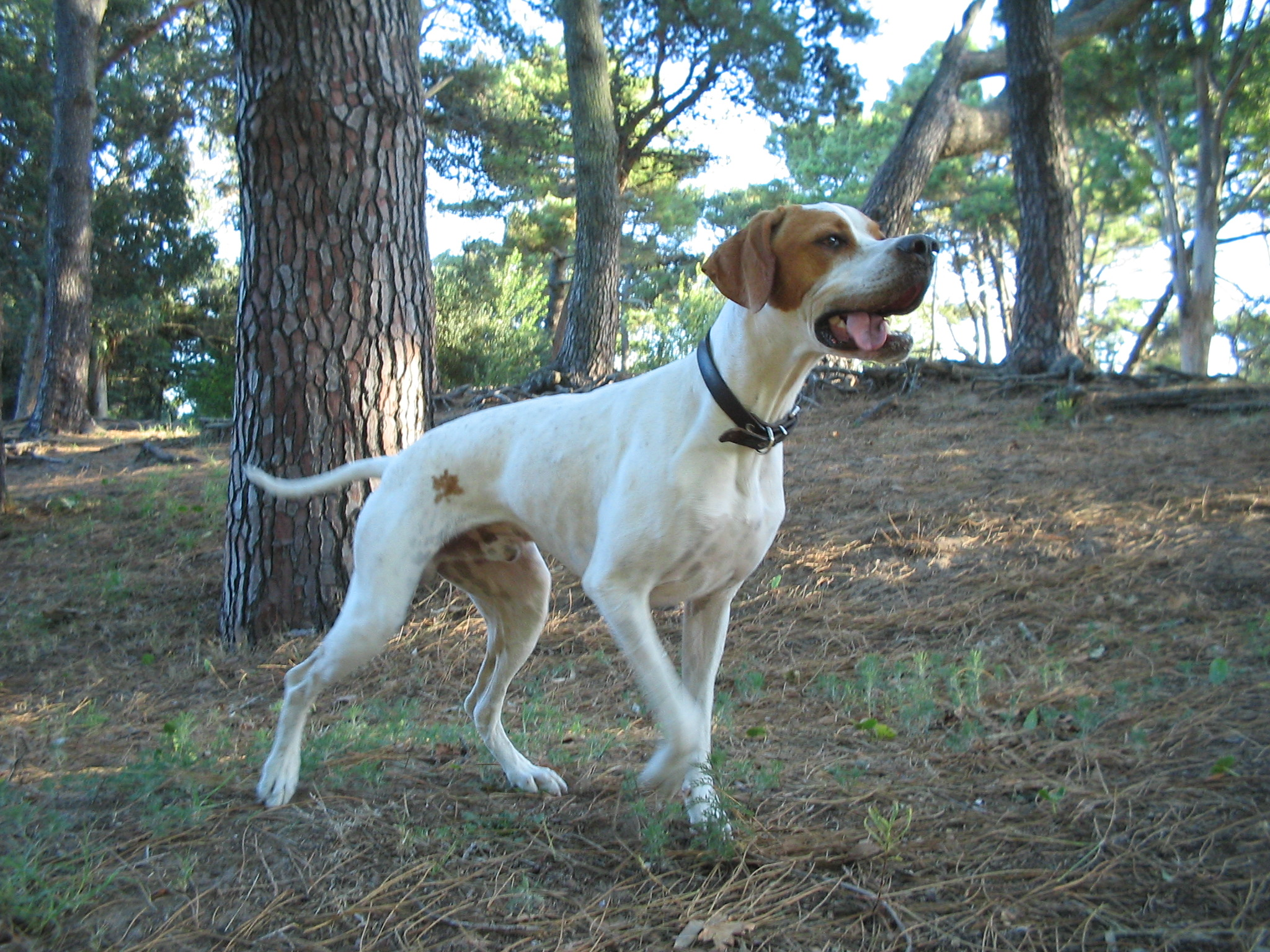
Chó Pointer màu trắng và

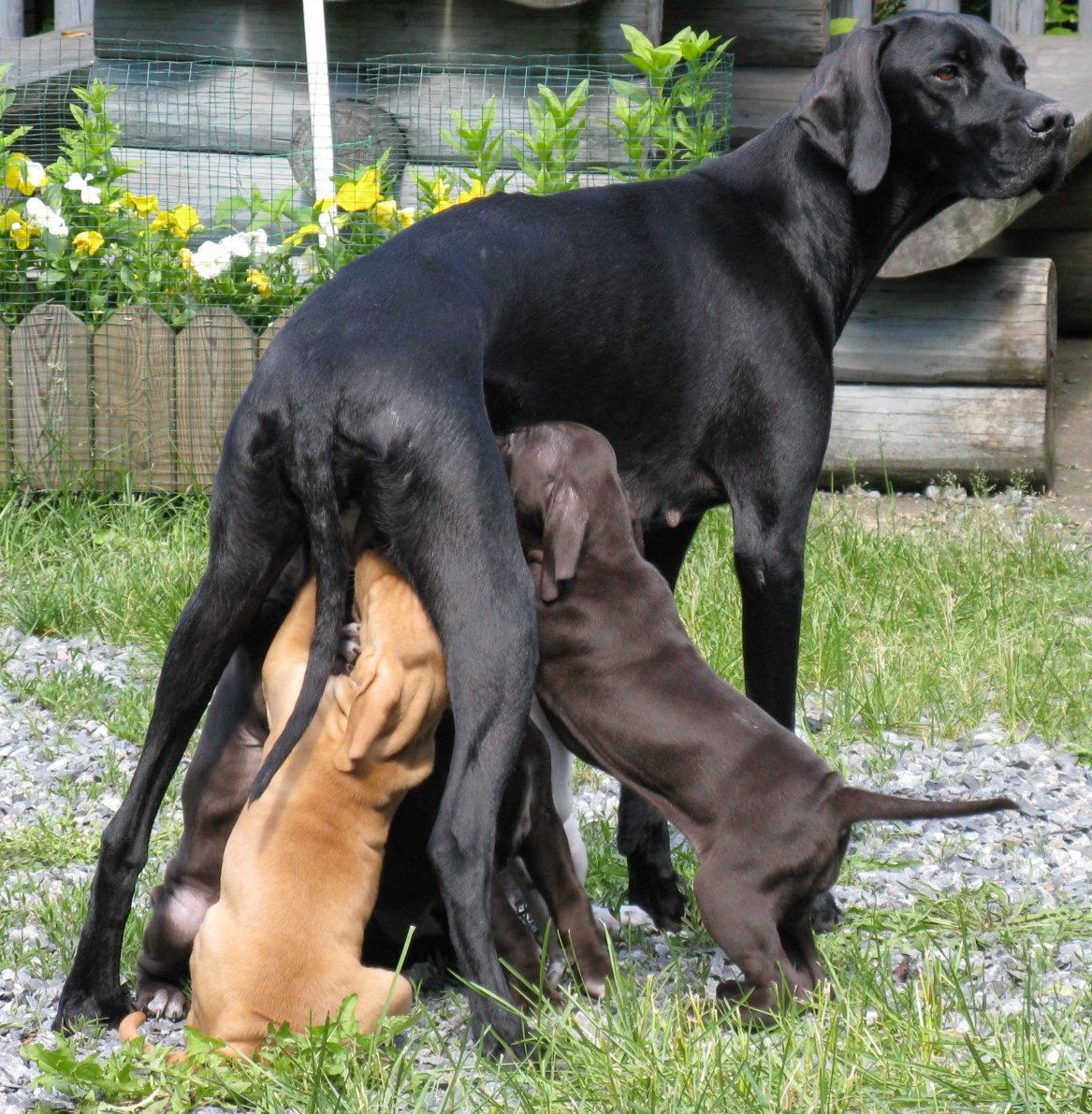
Chó Pointer cái và con của nó

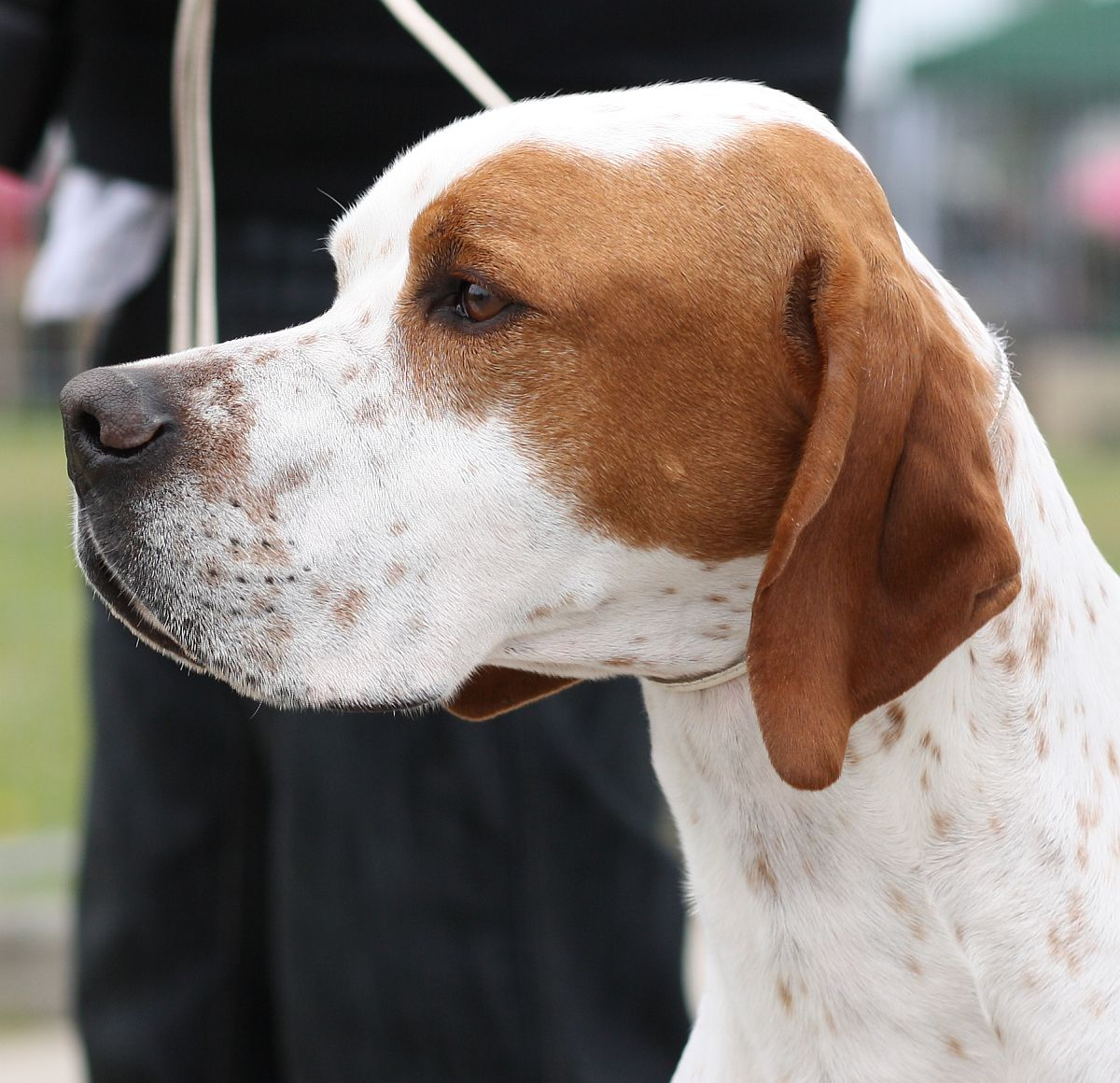
Chân dung chó Pointer

## Ngoại hình

### Bộ lông và màu

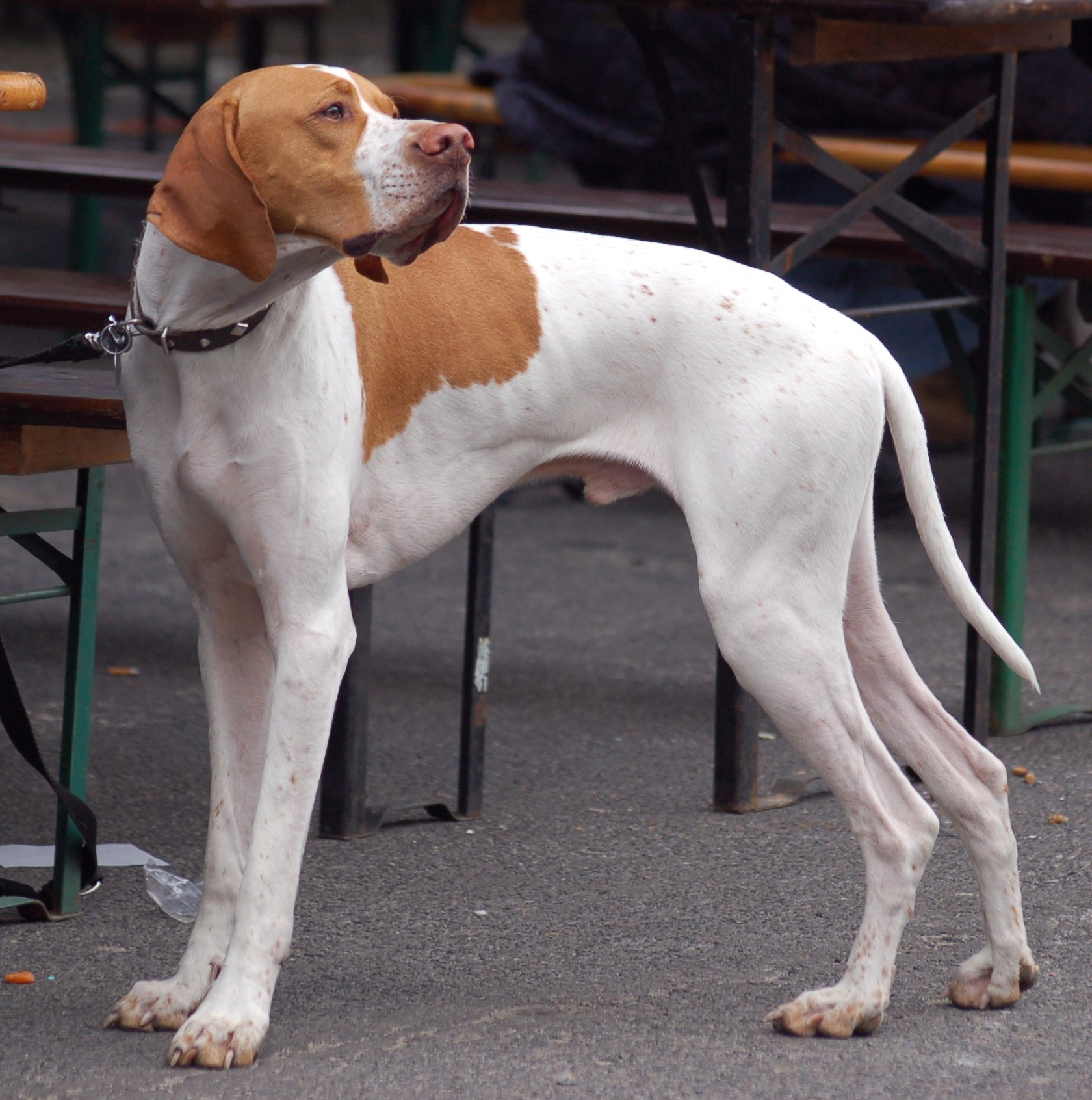
Chó Pointer màu chanh và trắng

Loài chó săn Anh có bộ lông ngắn ôm sát cơ thể, lông dày và bóng mượt, màu lông của giống chó này chủ yêu là màu trắng kết hợp với một số màu sắc khác như màu gan, màu chanh, màu đen và những mảng màu cam, các mảng vá hoặc lốm đốm.

### Kích thước
Hầu hết các tiêu chuẩn giống của các quốc gia đều thích sự đối xứng và cân bằng với kích thước hoàn hảo, và hầu hết sẽ cho phép một số biến thể nếu kích thước của một con chó không bao bọc nó trong thực địa. Các phép đo gần đúng tại Hoa Kỳ, tiêu chuẩn chó Pointer, như sau:
|     | Cao      | Nặng     |
| --- | -------- | -------- |
| Đực | 60–70 cm | 25–34 kg |
| Cái | 58–66 cm | 20–30 kg |

Tuy nhiên, Theo Câu lạc bộ chó kiểng, kích thước của chó cái là 61–66 cm và chó đực 64–69 cm.

## Tập tính
Chó Pointer có bản tính rất trầm tĩnh, dũng cảm và tận tụy, loài chó này rất trung thành và tình cảm với người thân của mình, chúng đặc biệt đối tốt với trẻ nhỏ và hòa đồng với những vật nuôi khác, chúng thuộc dòng cho săn nhưng thường không hiếu chiến, loài chó này thường cảnh giác và đề phòng người lạ, chúng rất biết bảo vệ và canh gác nhà cửa cho gia đình của mình.
Loài chó săn Anh cũng rất vui vẻ và tinh nghịch, chúng khá cởi mở và rất vâng lời, đây là dòng chó săn dễ nuôi và dễ huấn luyện, chúng là người bạn đồng hành tuyệt vời và tận tâm.

## Sức khỏe
Chó săn English Pointer có tuổi thọ khoảng từ 12 - 15 năm. Loài chó này rất khỏe mạnh nhưng có một số vấn đề cần lưu ý là chúng dễ bị tổn thương chỏm đuôi, đôi khi bị điếc và bị đục thủy tinh thể. Một số con lúc mới lớn dễ mắc chứng suy giáp và loạn sản xương hông của chó.

## Điều kiện sống và chăm sóc
Giống chó Pointer có khả năng thích nghi với khí hậu ấm áp và ôn đới, chúng thích hợp với cuộc sống ở ngoài sân vườn, không nên nuôi nhốt chúng ở trong nhà. Loài chó này luôn tràn đầy năng lượng và khá năng động, chúng có thể hoạt động mà không biết mệt mỏi. Chúng cần được tập thể dục và vận động mạnh hàng ngày, nên thường xuyên cho chúng tham gia các hoạt động thể thao, vui chơi và chạy nhảy ở ngoài trời.
Bộ lông mịn màng của loài chó này rất dễ chăm sóc, chỉ cần chải lông thường xuyên hàng tuần và chỉ tắm khi cần thiết. Loài này rụng lông trung bình.

## Lịch sử

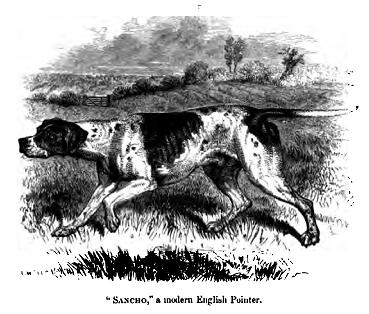
Chó Pointer

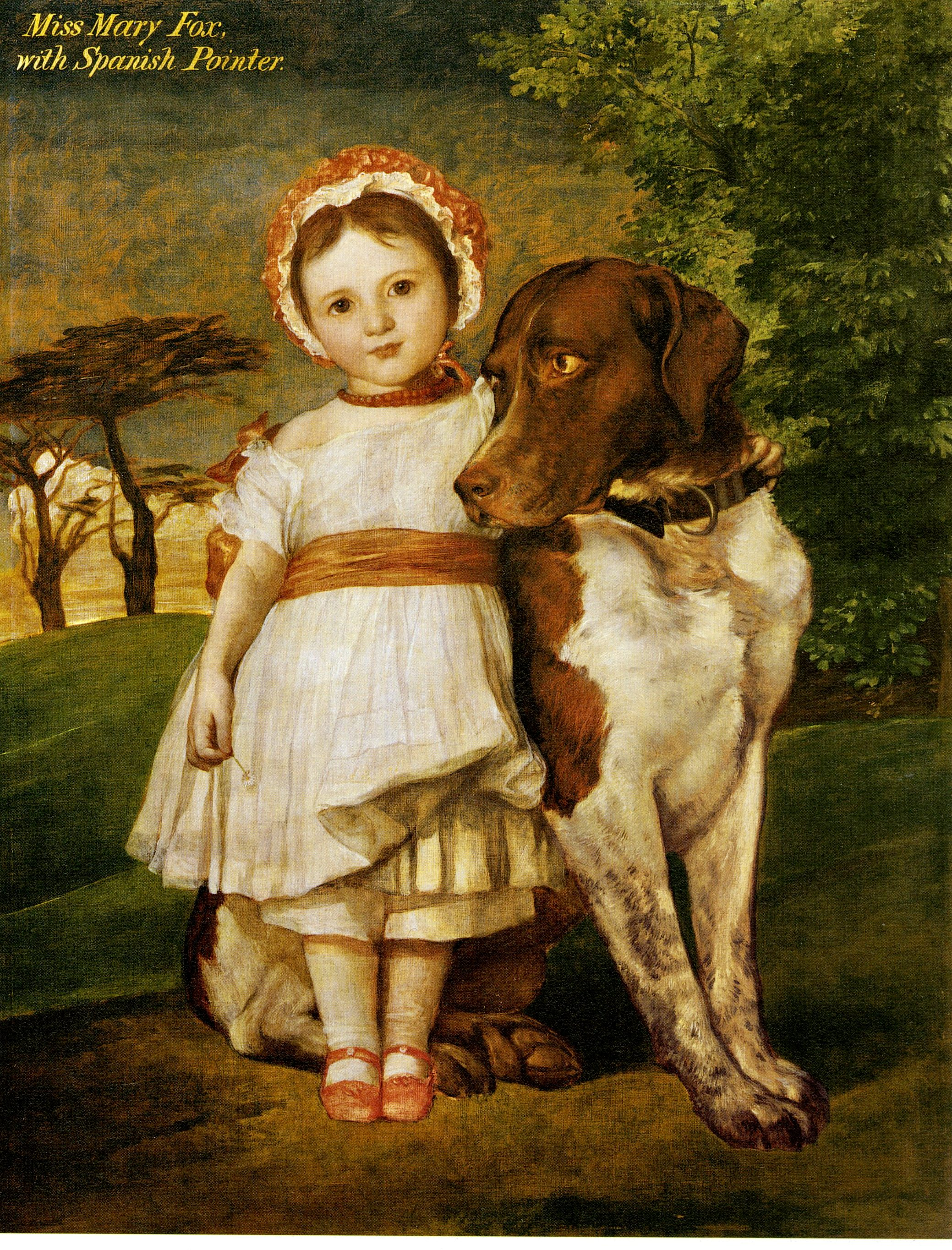
Marie Fox lúc 3 tuổi, cùng với chó Pointer Tây Ban Nha, vẽ bởi George Frederic Watts

Lịch sử của chó Pointer, như nhiều giống chó khác, là một chủ đề gây nhiều tranh cãi. Loài chó này ra đời từ khoảng năm 1650 Theo một nguông tin, giống chó Pointer có mặt vào thế kỷ 16 và 17.
Chúng là kết quả lai tạo giữa các giống chó Chó đánh hơi, Greyhound, Chó Newfoundland, Setter và Chó bò Anh.
Chó Pointer đã được đưa đến Hoa Kỳ, nơi mà các giống phát triển mạnh trong đất săn bắn phong phú. Vào thời điểm đó (cuối những năm 1800), Setter được coi là con chó săn chim và chó Pointer thậm chí không được phép cạnh tranh trong các thử nghiệm thực địa với những người định cư. Khoảng năm 1910, tuy nhiên, chó Pointer bắt đầu đánh bại Setter tại trò chơi của riêng nó. Chó Pointer đã thống trị các thử nghiệm lĩnh vực giống chỉ từ đó. (Fergus, 2002).
Một trong những con chó đầu tiên gây ảnh hưởng đến giống chó ở Mỹ là một con chó được nhập khẩu từ Anh vào năm 1876 – "Sensation".Nó được biết con chó trên biểu tượng của Westminster Kennel Club.

## Tên gọi
Giống chó Pointer có nguồn gốc ở Anh vì vậy chúng còn được gọi tên là English Pointer.

## Chó Pointers nổi tiếng
- Judy, được trao Huy chương Dickin